# Mithileswor Nikas
Mithileswor Nikas (nep. मिथिलेश्वर निकाश) – gaun wikas samiti w środkowej części Nepalu w strefie Dźanakpur w dystrykcie Dhanusa. Według nepalskiego spisu powszechnego z 2011 roku liczył on 1212 gospodarstw domowych i 7154 mieszkańców (3315 kobiet i 3839 mężczyzn).